# Chilipoeder

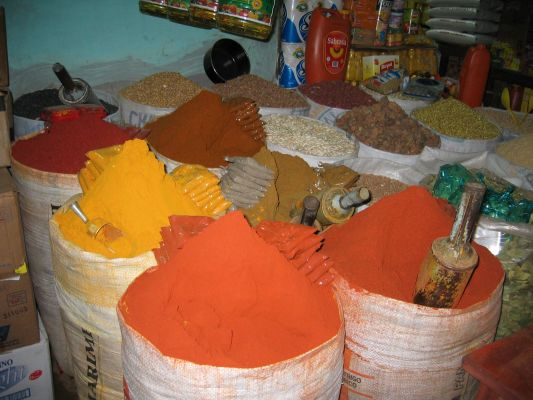
Chilipoeder te koop in Bolivia

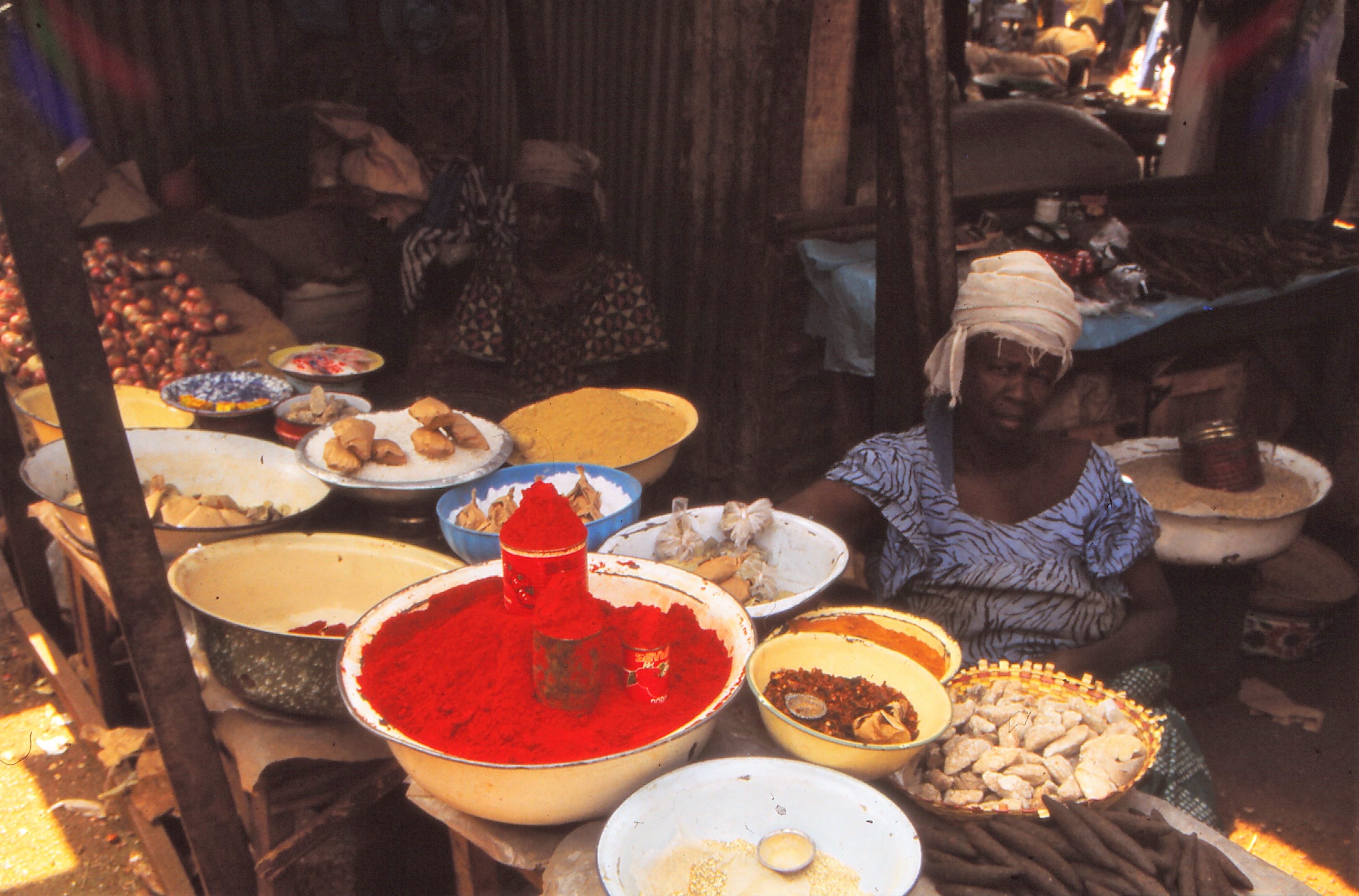
Chilipoeder en andere specerijen op de markt van Sangha, Mali 1992

Chilipoeder is een poeder van gedroogde chilipepers, soms aangevuld met andere specerijen. Het wordt gebruikt om gerechten pittiger te maken en komt veel voor in de Aziatische en Latijns-Amerikaanse keuken.
Chilipoeder wordt voornamelijk gemaakt van verpulverde gedroogde chilipeper, doorgaans van meerdere soorten. Dit kan aangevuld worden met andere specerijen als komijn, paprikapoeder, knoflookpoeder, oregano en zout. De meestgebruikte chili's voor chilipoeder zijn de rode chilipeper en de cayennepeper, maar ook andere pepers kunnen worden gebruikt. Daardoor zal het ene chilipoeder pittiger smaken dan het andere.